# آخرین روز تابستان (فیلم)
آخرین روز تابستان (لهستانی: Ostatni dzień lata) یک فیلم عاشقانه درام به کارگردانی تادئوش کونویتسکی است که در سال ۱۹۵۸  منتشر شد. از بازیگران این فیلم می‌توان به ایرنا لاسکوفسکا و یان ماخولسکی اشاره کرد که تنها بازیگران فیلم بودند و بدون دریافت دستمزد در آن نقش‌آفرینی نمودند.
به گفته «آندژی یاخیمچیک» از «مجله فیلم هزاره»، آخرین روز تابستان یکی از مهم‌ترین فیلم‌های لهستانی دوران پس از انقلاب اکتبر است. پل روتا از مجله بریتانیایی سایت اند ساوند این فیلمِ کونویتسکی را «یک فیلم کامل» دانست که در آن «ضمن کم‌گساری در سبک و محتوا، جزئیات فراوانی وجود دارد.» به گفتۀ سی.ای. میلورتون از مجله آمریکایی فصلنامه فیلم، فیلمِ کونویتسکی «به‌هیچ وجه شاهکار نیست، اما برجسته‌ترین فیلم بلند سینمای لهستان است که در این کشور (ایالات متحده آمریکا) اکران شده‌است.»